# Sint-Bavokerk (Oud-Turnhout)

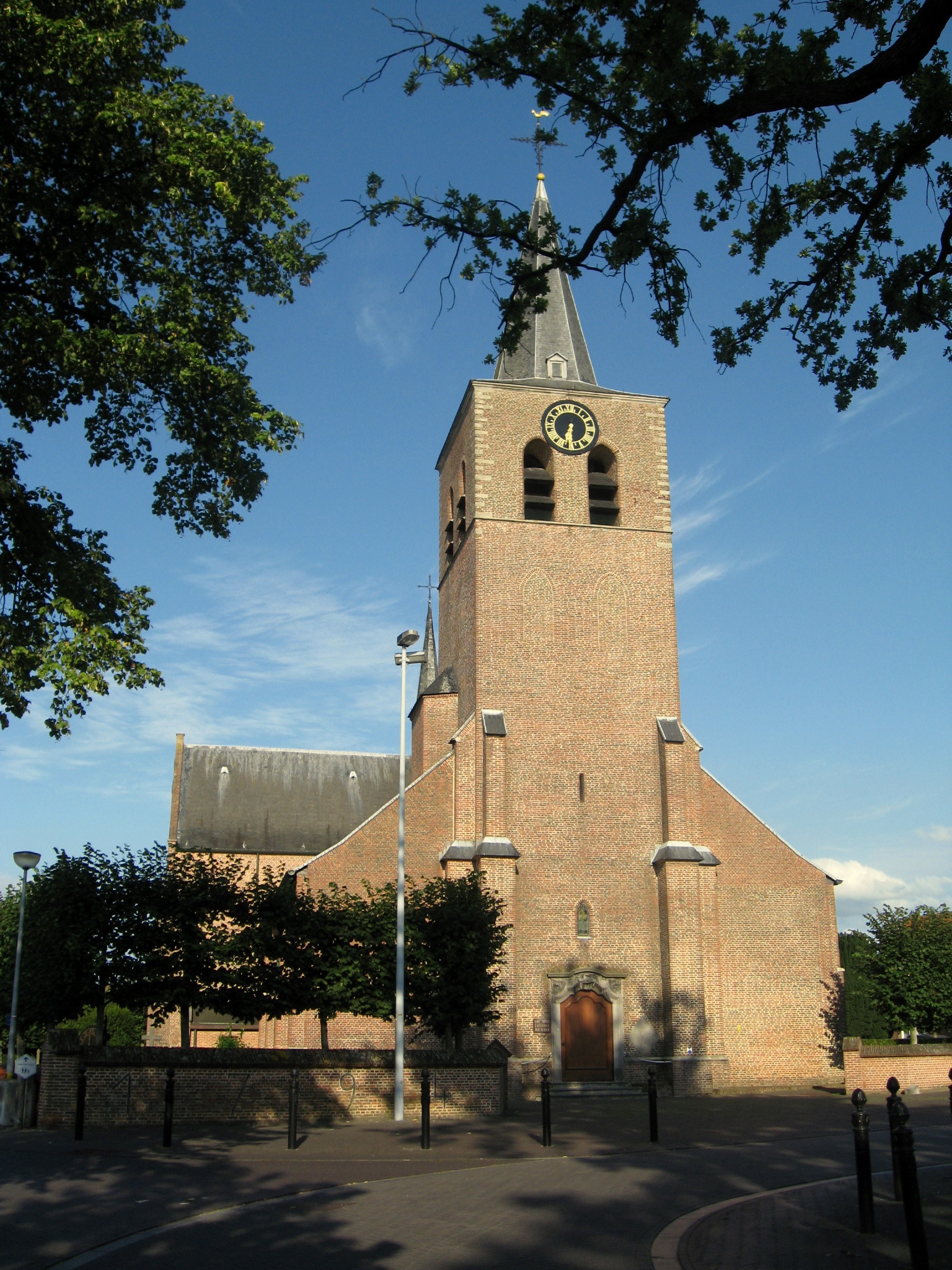
Sint-Bavokerk

De Sint-Bavokerk is de parochiekerk van de Antwerpse plaats Oud-Turnhout, gelegen aan Kerkstraat 100.

## Geschiedenis
In 1333 werd voor het eerst melding gemaakt van een aan Sint-Bavo gewijde kerk in Oud-Turnhout. In 1398 werd de kerk beschouwd als buitenkerk van de Sint-Pietersparochie te Turnhout. Pas in 1836 werd Oud-Turnhout een zelfstandige parochie.
De oudste delen van de kerk, waaronder de onderste drie geledingen van de toren, zijn 14e-eeuws. In de 15e eeuw werd een transept, het priesterkoor en een vierde geleding van de toren bijgebouwd. In 1776 werd de kerk voorzien van twee zijbeuken.

## Gebouw
Het betreft een georiënteerde bakstenen pseudobasiliek met ingebouwde vierledige westtoren en recht afgesloten transept. De kerk heeft een vieringtorentje. Het koor is driezijdig afgesloten.

## Interieur
De middeleeuwse kapconstructie bleef bewaard. Het middenschip wordt door een houten tongewelf overkluisd. Het stucwerk uit het 4e kwart van de 18e eeuw is in classicistische stijl.
De kerk bezit een aantal schilderijen, waaronder een Laatste avondmaal door Jan Erasmus Quellinus (1696), afkomstig van de priorij van Corsendonk, een Sint-Sebastiaan van omstreeks 1700 en de schilderijen van diverse heiligen uit het eerste kwart van de 18e eeuw.
Een houten beeld van Sint-Sebastiaan is 18e-eeuws.
De oudste delen van het orgel zijn van 1751-1752 en werden vervaardigd door Delhaye, maar later is het orgel sterk gewijzigd.